# Liste der Naturdenkmale in Schöneiche bei Berlin
In der Liste der Naturdenkmale in Schöneiche bei Berlin sind zunächst alle Naturdenkmale der brandenburgischen Gemeinde Schöneiche bei Berlin und ihrer Ortsteile aufgelistet. Grundlage sind Einträge in Schutzlisten von europäischer bis regionaler Ebene.

## Flächennaturdenkmale
| Dok-Nr. | Lage           | Offizielle Bezeichnung | Größe   | Beschreibung                                                                             | Bild |
| ------- | -------------- | ---------------------- | ------- | ---------------------------------------------------------------------------------------- | ---- |
|         |                | Pieperpfuhl            | 1 ha    | Schutzgebiet im Bestand, Gebietskörperschaft Gemeinde Schöneiche                         |      |
|         | Kastanienallee | Kastanienallee         | 0,60 ha | Schutzgebiet im Bestand, Gebietskörperschaft Gemeinde Schöneiche, unter Schutz seit 1982 |      |
|         |                | Sandpfuhl              | 1,5 ha  | Schutzgebiet im Bestand, Gebietskörperschaft Gemeinde Schöneiche                         |      |
|         |                | Egelpfuhle am Stier    | 2,00 ha | Schutzgebiet im Bestand, Gebietskörperschaft Gemeinde Schöneiche, inmitten der Feldflur  |      |
|         |                | Blockspfuhl Schöneiche | 1,0 ha  | Schutzgebiet im Bestand, Gebietskörperschaft Gemeinde Schöneiche                         |      |

## Gartendenkmale
| Nr.      | Lage                                                     | Offizielle Bezeichnung               | Größe | Beschreibung | Bild |
| -------- | -------------------------------------------------------- | ------------------------------------ | ----- | --- | ---- |
| 09046025 | Geschwister-Scholl-Straße (Schöneiche bei Berlin) (Lage) | Sowjetisches Ehrenmal mit Grünanlage |       | um 1950 erbaut; das Denkmal liegt zum Teil auf dem Gebiet der brandenburgischen Gemeinde Schöneiche bei Berlin und ist auch ein Kulturdenkmal des Landes Brandenburg. Berlin, auf dessen Grund es zum größeren Teil liegt, führt die Anlage als Gartendenkmal. Die Nutzung erfolgt weitestgehend durch die Bewohner Schöneiches, da Ansiedlungen von Berlinern vergleichsweise weit entfernt sind. |      |

## Geschützte Landschaftsbestandteile
17 Park- und Grünanlagen unterliegen laut der „Satzung der Gemeinde Schöneiche über Park- und Grünanlagen als geschützte Landschaftsbestandteile“ einem besonderen Schutz. In den drei Paragraphen der Satzung werden Schutzzweck wie auch die Schutzmaßnahmen festgelegt: Park- und Grünanlagen werden als Belebung und Gliederung des Ortsbildes sowie zur Unterstützung des Waldcharakters des Ortes angesehen und haben laut Satzung erhebliche Bedeutung und Erholungswert für die Gemeinde.
| Dok-Nr. | Lage                                                                 | Offizielle Bezeichnung                           | Größe | Beschreibung | Bild |
| ------- | -------------------------------------------------------------------- | ------------------------------------------------ | ----- | --- | ---- |
|         | zwischen Dorfstraße und Fredersdorfer Mühlenfließ                    | Dorfstraße / Alter Gutsfriedhof Schöneiche       |       | der ehemalige, seit den 1970er Jahren offen gelassene Gutsfriedhof sowie seine vorgelagerten Freiflächen bis zur Straßenbahn an der Dorfstraße einschließlich rechter und linker Erweiterungen |      |
|         | Dorfaue                                                              | Dorfaue Kleinschönebeck                          |       | |      |
|         | Am Goethepark (Lage)                                                 | Goethepark                                       |       | halbovale Parkanlage mit vorgelagertem begrünten Kreisverkehr mit der Schöneicher Wappeneiche; entstand zu Beginn des 20. Jahrhunderts durch Parzellierung der Umgebung; bis 1945 Königsplatz; an den Parkeingängen liegen Findlinge aus der Umgebung; verschiedene Wege führen durch den Park und bilden Sichtachsen                                                                                                 |      |
|         | Brandenburgische Straße zwischen Einkaufszentrum und Berliner Straße | Grünanlage Brandenburgische Straße               |       | Doppelreihige Baumallee auf einer Seite der Brandenburgischen Straße |      |
|         | Rüdersdorfer Straße / Woltersdorfer Straße                           | Grünanlage Grätzwalde Rüdersdorfer Straße        |       | Wiese mit lockerem Baumbewuchs an der Straßenbahnhaltestelle Grätswalde |      |
|         | Friedrichshagener Straße                                             | Grünflächen Ortseingang Friedrichshagener Straße |       | drei kleine mit Bäumen durchsetzte Grünflachen mit Bänken |      |
|         |                                                                      | Kleiner Spreewaldpark                            |       | künstliche Wasserlandschaft einschließlich des renaturierten früheren Ortsschwimmbades; angelegt als Ausflugsziel für Berliner durch einen Gastronomen, der dort Kahnfahrten durchführen ließ; mit Kinderspielplatz, Mischwald, Naturlehrpfad, Wiese, Aussichtspodest, Brücke über den Fredersdorfer Mühlenfließ sowie Kunstwerke von Ingeborg Hunzinger, Anne Sewcz, Winfried Gehrmann und Erika Doberstein          |      |
|         | Rahnsdorfer Straße / Friedrichshagener Straße                        | Schillerpark Pyramidenplatz                      |       | dreieckiger Platz mit Wiese, Bäumen, Informationsstand und einer Haltestelle der Schöneiche-Rüdersdorfer Straßenbahn; bis zum 19. Jahrhundert Grenze zwischen dem Gutsdorf Schöneiche und dem umgebenden Wald; benannt nach einer hier im 18. Jahrhundert errichteten hölzernen Pyramide |      |
|         | Rahnsdorfer Straße                                                   | Grünanlage Rahnsdorfer Straße                    |       | |      |
|         | Stockholmer Straße / Rüdersdorfer Straße                             | Schmuckecke Stockholmer / Rüdersdorfer Straße    |       | Wiese mit Büschen und Bäumen in Dreiecksform |      |
|         | Jägerstraße                                                          | Grünanlage Jägerstraße                           |       | neu angelegte Grünanlage im Wohngebiet an der Jägerstraße |      |
|         |                                                                      | Jägerpark                                        |       | neu angelegte Grünanlage zwischen der Jägerstraße, dem Kieferndamm und vor einem kleinen Wäldchen An den Fuchsbergen an der Grenze zu Woltersdorf |      |
|         | Goethestraße                                                         | Wildblumenwiese Goethestraße                     |       | Wiese mit Wildblumenbesatz; in den 1990er Jahren aus einem Sandplatz gestaltet worden und mit Frühlings- und Sommerblumen besetzt |      |
|         |                                                                      | Friedhof Friedensaue                             |       | bewaldeter kommunaler Friedhof mit zentraler Wiese; um 1900 vom Landschaftsgärtner Pust angelegt und später erweitert |      |
|         |                                                                      | Schlosspark                                      |       | Reste der Parkanlagen des ehemaligen Schlosses mit dem Schlossteich, dem OdF-Denkmal, dem Denkmal für die Opfer des Holocausts aus Schöneiche, dem Priesterpfuhl, dem Fredersdorfer Mühlenfließ, einer Buchenallee, einer Zwiebelblumenwiese (vor allem Krokusse und Narzissen) sowie einer großen Wiese, die als Festwiese genutzt wurde; der ursprüngliche Charakter des Parks ist noch vereinzelt nachzuvollziehen |      |
|         | Neuenhagener Chaussee                                                | Skulpturenpark Neuenhagener Chaussee             |       | von Hecken und niedrigen Gehölzen umgebene Wiese mit einer Präsentation mehrerer Kunstwerke |      |

## FFH-Gebiet
| Dok-Nr. | Lage | Offizielle Bezeichnung                              | Größe     | Beschreibung                                        | Bild |
| ------- | ---- | --------------------------------------------------- | --------- | --------------------------------------------------- | ---- |
|         |      | Fredersdorfer Mühlenfließ, Breites und Krummes Luch | 800,04 ha | Ende des Schutzgebietes befindet sich in Schöneiche |      |

## Naturdenkmale
| Dok-Nr. | Lage | Offizielle Bezeichnung | Größe                                          | Beschreibung | Bild |
| ------- | --- | ---------------------- | ---------------------------------------------- | --- | ---- |
|         | An der Schule Prager Straße                                                                                   | Findling               |                                                | Mannshoher Findling, der bei Aushubarbeiten für einen Hauskeller gefunden und geboren wurde, um anschließend an prominenter Stelle neben der Schule aufgestellt zu werden. |      |
|         | vor Geschwister-Scholl-Straße 82                                                                              | Eiche                  | Umfang 3,44 Meter                              | über 400 Jahre alt; im Dezember 1936 unter Schutz gestellt, in der nördlichen Verlängerung der Geschwister-Scholl-Straße, nur noch als toter Stumpf vorhanden; die Krone wurde wohl seit Anfang des 20. Jahrhunderts mit Metallstreben gesichert, in den 1970er Jahren wurden aus Sicherheitsgründen die beiden Baumarme abgesägt               |      |
|         | Verkehrsinsel zwischen Geschwister-Scholl-Straße und Stauffenbergstraße (Platz des 8. Mai. Tag der Befreiung) | Stieleiche             | in Mannshöhe Stammumfang von etwa 2,45 Metern, | Die Eiche mit der Katasternummer 30723 befindet sich auf dem Grund des Sowjetischen Ehrenmals, das ein Brandenburgisches Kultur- und ein Berliner Gartendenkmal ist. Er wurde bei der Anlage des Denkmals um 1950 gepflanzt. |      |
|         | Spielplatz Kleiner Spreewaldpark                                                                              | Findling               |                                                | Beim Bau des Spielplatzes gefunden |      |
|         | Rahnsdorfer Straße Ecke Bunzelweg                                                                             | Kandelaberbuche        |                                                | etwa 250 Jahre alt; gepflanzt Mitte des 18. Jahrhunderts, um den langen Raubbau am Gutswald auszugleichen, die übrigen Bäume, ältere Eichen und weitere Buchen sind kaum noch vorhanden. |      |
|         | Parkstraße Ecke Platanenstraße                                                                                | Feldulme               |                                                | etwa 150 Jahre alte Feldulme (Ulmus minor) am Jägergraben, umgeben von weiteren Ulmen sowie Eichen. |      |
|         | Eichenstraße 14                                                                                               | Eiche                  | etwa 30 Meter hoch                             | mit etwa 500 Jahren der wohl älteste noch lebende Baum in der Gemeinde |      |
|         | Alter Gutsfriedhof / Dorfstraße 18a                                                                           | Eiche                  |                                                | |      |
|         | Alter Gutsfriedhof / Dorfstraße 18a                                                                           | Eiche                  |                                                | |      |
|         | Schulhort / Dorfstraße 4                                                                                      | Kornelkirsche          |                                                | gepflanzt unmittelbar in den Jahren nach 1762 bei Umgestaltungsarbeiten des Schlosses und des Schlossparks, zu dem der Baum einmal gehörte |      |
|         | Fredersdorfer Weg                                                                                             | Ulme                   |                                                | über 100 Jahre alter Alleebaum an einem heute kaum noch genutzten und für motorisierten Verkehr gesperrten Weg |      |
|         | August-von-Borsig-Ring, am Rand des Gewerbegebietes                                                           | Sühnekreuz-Eiche       |                                                | der Legende nach eigenhändig vom damaligen Besitzer des Dorfes Schöneiche, Hans Adam, gepflanzt, als Sühne für die Tötung von Dietlof von Barfus 1763 in einem Duell. Er ersetzte ein Sühnekreuz, das an der Kleinschönebecker Dorfkirche verbaut wurde, nach seiner Rückkehr nach Schöneiche (wohl 1780) und vor dem Verkauf des Dorfes (1790) |      |

## Ehemalige Naturdenkmale
Insgesamt wurden im Jahr 1956 20 Einzelbäume unter Schutz gestellt, deren Schutz im 21. Jahrhundert nicht mehr besteht. Einige existieren jedoch noch – zum Teil nur noch als Torsen (vier Eichen, zwei Platanen, eine Blutbuche, eine Kornelkirsche und eine Esche). Sie befinden sich überwiegend auf Privatgrundstücken.
| Dok-Nr. | Lage                                   | Offizielle Bezeichnung    | Größe | Beschreibung | Bild |
| ------- | -------------------------------------- | ------------------------- | ----- | --- | ---- |
|         |                                        | Maulbeerbaumplantage      |       | Die letzten drei unter Naturschutz stehenden Bäume einer Maulbeerbaumplantage aus dem 19. Jahrhundert wurden bei der Errichtung einer Sporthalle in den 2000er Jahren gefällt.                                                                                          |      |
|         |                                        | Goetheeiche (Königseiche) |       | im Dezember 1936 unter Schutz gestellt, Wappenbaum von Schöneiche, über 500 Jahre alte Eiche, die 1989 einem Sturm zum Opfer fiel |      |
|         | Brandenburgische Straße, bei der Mühle | Linde                     |       | im Dezember 1936 unter Schutz gestellt, nicht mehr vorhanden |      |
|         | Märchenwald                            | 9 Linden                  |       | im Dezember 1936 unter Schutz gestellt, Schutz besteht nicht mehr fort |      |
|         |                                        | Weidensee                 |       | 7. November 1938 vom Landrat des Kreises Niederbarnim zum 13. offiziellen Naturschutzgebiet Berlins ernannt, Schutz besteht nicht mehr fort; nach fast vollständiger Zerstörung in den 1980er Jahren wieder renaturiert                                                 |      |
|         | Friedrichshagener Straße               | Baumallee                 |       | im Jahr 1956 unter Schutz gestellt, Schutz besteht nicht mehr fort |      |
|         |                                        | Franzosensteine           |       | im Jahr 1956 unter Schutz gestellt, Schutz besteht nicht mehr fort, zwei der drei Findlinge wurden gestohlen, ein dritter trägt inzwischen das Dapp-Denkmal und befindet sich ebenfalls nicht mehr am Ursprungsort, sondern vor dem alten Pfarrhaus von Kleinschönebeck |      |